# 奥尔登峰
46°19′45″N 7°13′18″E / 46.32917°N 7.22167°E

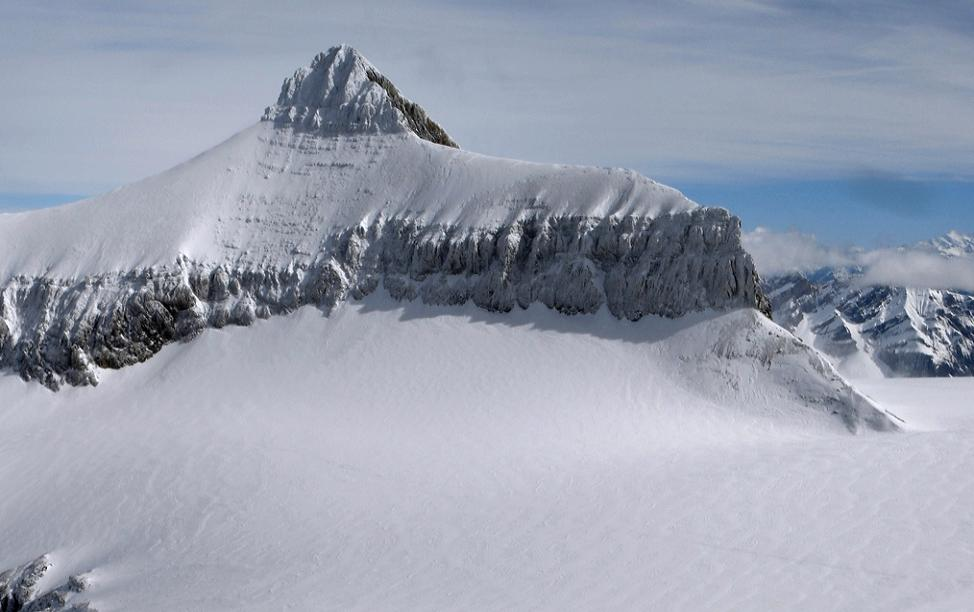

奥尔登峰（Oldehore）是瑞士的山峰，位於該國西南部，由沃州、伯恩州和瓦萊州負責管轄，屬於伯爾尼山的一部分，海拔高度3,123米，每年平均降雨量1,395毫米。